# 結社の自由及び団結権の保護に関する条約
結社の自由及び団結権の保護に関する条約（けっしゃのじゆうおよびだんけつけんのほごにかんするじょうやく、Convention concerning Freedom of Association and Protection of the Right to Organise, 昭和四十年条約第七号）は、国際労働機関（ILO）の条約である。基本条約（Fundamental convention）の1つであり、ILO87号条約とも呼ばれる。
労働者及び使用者が団体を結成し加入する権利を持つことと行政機関がこれらの権利の制限等を行なってはならないことを規定する。

## 日本での状況
1948年（昭和23年）7月9日採択。1950年（昭和25年）7月4日発効。日本ではILO条約批准闘争が労働界であり、公共企業体等労働組合協議会（公労協）や総評は同条約に違反する日本の国内法を挙げてILOへ提訴していた。日本政府側は1960年（昭和35年）から1962年（昭和37年）まで毎年、本条約の批准案件となる各法案を国会に提出したが、どれも廃案となった。1965年（昭和40年）1月10日には、ILOの結社の自由に関する実情調停委員会がドライヤー調査団を派遣した。調査団の目的は労働大臣の石田博英や総評の岩井章事務局長などと会談を持ち、実情を調査することであった。調査団の報告書が提出されたのは日本が批准した後である。同年8月31日に報告書が公表された。
1965年（昭和40年）4月15日、自民党は、衆議院ILO特別委員会で87号承認・関係国内4法案を一括して強行採決。野党は無効を主張し、同年4月21日、議長あっせんにより、自民・社会・民社共同修正案を衆議院本会議で可決、同年5月17日、参議院本会議でも可決した。批准関連法案の成立に至り、同年6月14日に批准したため、日本に対しては1966年（昭和41年）6月14日発効している。批准国としては70番目であった。批准に際しては、当時の公共企業体等労働関係法（現・行政執行法人の労働関係に関する法律）に本条約と抵触する規定（4条3項-職員でなければ組合員になれない旨を規定）があり、これを削除する法改正がおこなわれている。
しかし、公務員（公共企業体職員を含む）のストライキ権については公務員制度審議会を設けて先送りされた。ドライヤー調査団の報告書は、官公労のスト権の一律禁止など日本政府の措置を不当として批判している。ただし、組合側の無条件スト権付与にも賛同しておらず、両者の合理的な妥協による解決を求めていた。1973年（昭和48年）に公務員制度審議会の答申が出されたものの、審議会メンバー（使用者・労働者・公益）の対立のため、禁止継続・部分認可・条件付き全面認可の3論併記となり、最終的な解決を政府に委ねる形となった。このあと、政府側にスト権容認の兆しもうかがえたが、組合側が実力でのスト権認可をめざした1975年（昭和50年）のスト権ストの敗北により、実現することなく現在に至っている。
なお、ILOが公務員のスト権を奪っている日本の法令を本条約および団結権及び団体交渉権についての原則の適用に関する条約（98号）に抵触するとしたのは2002年11月20日のことであった。